# Kaprije (Šibenik)
Kaprije falu Horvátországban Šibenik-Knin megyében. Közigazgatásilag Šibenikhez tartozik.

## Fekvése
Šibenik központjától légvonalban 16 km-re délnyugatra, Dalmácia középső részén, az azonos nevű sziget déli felének azonos nevű védett öblében fekszik. A sziget egyetlen települése. Dombok veszik körül, melyek közül a legmagasabb a 129 méteres Velika glavica. A Kaprije-öbölben található sziget legnagyobb strandja a Polokva. A szigetet északkeletről a kis Prvić, Tijat és Zmajan (Orut) szigetek határolják, melyektől a Kaprijei-csatorna választja el. Délnyugatra Žirje szigete található több kisebb szigettel a Žirjei-csatornával elválasztva.

## Története
A település és a sziget neve is a tövises kapri (horvátul: kapara) növénynévből származik, melyet e vidéken fűszernövényként is használnak. (Más magyarázat szerint az olaszországi Capri szigetéhez hasonlóan a latin „capra” (kecske) főnévből származik.) A sziget a 14. században a Ljubić család birtoka volt, majd 1500-tól a šibeniki Divić (Difnico) nemesi családhoz tartozott. Az első lakosok a 15. század elején települtek le Kaprijén, majd számuk a 16. században a horvát szárazföldet ért török támadások hatására növekedett meg. A török által fenyegetett falvakból elmenekült a lakosság ugyanis csak a falakkal védett városokban és a szigeteken talált biztos menedéket. A szigetekről az első tanulmányt P. Kaer pap írta, aki a 16. század elején a Divićek uralma idején ide települt Jelovčić és Radovčić családokról írt kimerítő részletességgel. Ebben az időben Kaprije az itt kitermelt mészről volt nevezetes. 1560-ban például a šibeniki lazaret építéséhez is innen szállították a meszet. A legnagyobb mészkőbánya a Kaprije-fok közelében fekvő Medošon volt. A település Szent Péter templomát a 16. és a 17. század fordulóján építették, 1801-ben bővítették. 1857-ben 166, 1910-ben 605 lakosa volt. A település az első világháború után rövid ideig az Olasz Királyság, ezután a Szerb-Horvát-Szlovén Királyság, majd Jugoszlávia része lett. A második világháborúban megszállták az olasz csapatok, akiknek a szomszédos Kakan-szigeten a Tratica-öbölben volt a tábora. Itt még ma is megtalálhatók a katonai létesítmények, bunkerek, őrhelyek maradványai. Sok kaprijei lakos csatlakozott ebben az időben az antifasiszta ellenálláshoz és többen közülük el is estek a harcokban. A település központi terén emlékművet állítottak az emlékükre. 1944. március 22-én a Kaprije északi részén horgonyt vetett SS Francesca da Rimini hadihajó. Az álcázott német szállítóhajó az afrikai német csapatoknak szállított ellátmányt és 1944. március 22-én motorhiba miatt horgonyzott le mintegy ötven méterre a parttól, végül két angol Spitfire légitorpedója süllyesztette el. Roncsai 55 méterrel a víz alatt találhatók a Kaprije-foktól északra, mely ma is a búvárok kedvelt merülőhelye. A délszláv háború idején a szigetet nem érték károk. Lakói segítséget nyújtottak a žirjeieknek a szomszédos sziget védelméhez és segítettek a tűz oltásában amikor Žirjét 1991. szeptember 18-án rakétatámadás érte. A településnek 2011-ben 189 lakosa volt, akik főként a turizmusból éltek, de sokan foglalkoztak halászattal is. A településen posta, orvosi rendelő, piac, valamint néhány bár és étterem működik.

## Lakosság
| Lakosság változása | Lakosság változása | Lakosság változása | Lakosság változása | Lakosság változása | Lakosság változása | Lakosság változása | Lakosság változása | Lakosság változása | Lakosság változása | Lakosság változása | Lakosság változása | Lakosság változása | Lakosság változása | Lakosság változása | Lakosság változása |
| ------------------ | ------------------ | ------------------ | ------------------ | ------------------ | ------------------ | ------------------ | ------------------ | ------------------ | ------------------ | ------------------ | ------------------ | ------------------ | ------------------ | ------------------ | ------------------ |
| 1857               | 1869               | 1880               | 1890               | 1900               | 1910               | 1921               | 1931               | 1948               | 1953               | 1961               | 1971               | 1981               | 1991               | 2001               | 2011               |
| 166                | 0                  | 318                | 360                | 485                | 605                | 710                | 560                | 659                | 588                | 488                | 310                | 172                | 130                | 143                | 189                |

## Nevezetességei
- A település feletti magaslaton áll Szent Péter apostol tiszteletére szentelt plébániatemploma. A templomot 16. és a 17. század fordulóján építették, 1801-ben bővítették. Kőből épített egyhajós épület, homlokzata felett pengefalú harangtoronnyal, benne két haranggal. A templom és a település védőszentjének ünnepén minden év június 29-én fesztivált tartanak.
- Kaprije, Kakan és környező szigeteknek a lemeztektonika által kialakított karbonátos felépítésű kőzete kedvez a barlangok kialakulásának, nagyobb barlangokról azonban a lakosságnak sincs tudomása. A 20. század közepén készített topográfiai térképen két barlangot jelölnek. Az egyik Medoštól nyugatra a Kaprije-fok irányában mintegy 800 méterre, míg a másik mintegy 1000 méterre közvetlenül a part mentén található. Mivel a sziget másik oldalán a Remetić-öböl mélyen benyúlik a sziget belsejébe az innen való távolságuk mindössze 300, illetve 400 méter. A barlangok máig sincsenek részletesen feltárva, de a közeli öböl neve feltételezi, hogy régen remeték éltek itt, a középkorban ugyanis ők gyakran költöztek magányos, távol eső helyekre, különösen barlangokba és a természet által kialakított védett helyekre.
- A sziget mérete, felépítése, a karsztos felszín jelentős vízátbocsátása nem teszi lehetővé felszíni vizek kialakulását. A vízhiány ezért Kaprije több évszázados gondja volt. Az egyetlen ismert hidrológiai objektum a sziget keleti részén a Mrtovac-félszigeten található Lokva na Mrtovca, amely a múltban itatóként szolgált, de mára már el van hanyagolva és félig be van temetve. A Polokva környékén és a Kaprije-öböl sekély részén végzett hidrológiai kutatások bővizű tenger alatti forrást találtak. A forrás nyomán egy föld alatt keringő vízrendszer vált ismertté. Ennek feltárására 2003-ban kezdődtek meg a munkák és már az első fúrásoknál mintegy hét méter mélyről édesvíz tört fel. Kérdésként merült fel azonban a forrás vízbősége az egész sziget ellátása szempontjából, tekintettel arra hogy a 129 méteres legnagyobb magasságú kis sziget nem tudna felhasználni nagyobb mennyiségű édesvizet.
- A közelben található a második világháborúban elsüllyedt 281 BRT űrtartalmú "Francesca da Rimini" szállítóhajó roncsa. A hajó lőszert szállított a német haditengerészet számára, amikor 1944 februárjában brit torpedórombolók Kaprije szigeténél elsüllyesztették. A roncs jó állapotban van.[5]

## Fordítás
Ez a szócikk részben vagy egészben  a   Kaprije című horvát Wikipédia-szócikk ezen változatának fordításán alapul.  Az eredeti cikk szerkesztőit annak laptörténete sorolja fel. Ez a jelzés csupán a megfogalmazás eredetét és a szerzői jogokat jelzi, nem szolgál a cikkben szereplő információk forrásmegjelöléseként.